# Рісто Луукконен
Рісто Волтер Луукконен (фін. Risto Valter Luukkonen; 31 липня 1931 — 12 серпня 1967) — фінський боксер найлегшої і легшої ваги.

## Життєпис
Народився в муніципалітеті Туусула.
На літніх Олімпійських іграх 1952 року у Гельсінкі (Фінляндія) брав участь у змаганнях боксерів найлегшої ваги. У першому ж колі змагань за очками (3:0) поступився майбутньму олімпійському чемпіону Натану Бруксу (США).
У професійному боксі дебютував 4 жовтня 1957 року. Всього провів 48 боїв, у 34 з яких одержав перемогу.
4 вересня 1959 року виборов титул чемпіона Європи у найлегшій вазі, перемігши за очками іспанця Янга Мартіна.
29 червня 1961 року втратив чемпіонське звання, програвши за очками італійцю Сальваторе Бурруні.
9 грудня 1963 року виборов титул чемпіона Європи у легшій вазі, перемігши за очками іспанця Мімуна Бен Алі. 22 травня 1964 року захистив свій титул у поєдинку проти француза П'єра Ветрофф.
Починаючи з червня 1965 року програв шість поєдинків поспіль, після чого завершив боксерську кар'єру.